# Juan de Rocamora
Juan de Rocamora, III marchese di Rafal, III barone di Puebla, (in spagnolo:Juan de Rocamora y García de Lasa) (Orihuela, 1618 – Orihuela, 25 marzo 1691), è stato un generale spagnolo.

## Biografia
Era il figlio di Jerónimo de Rocamora, e della sua seconda moglie, María García de Lasa.

## Carriera
Nel 1666 successe al fratello maggiore come marchese di Rafal e barone di Puebla. È stato Maestro di Campo di fanteria della milizia di Orihuela.

## Matrimonio
Sposò María de Cascante ed ebbero due figlie:
- Jerónima de Rocamora (1675-25 gennaio 1736), sposò Jaime Rosell de Rocamora, non ebbero figli;
- Mariana de Rocamora.

## Morte
Morì il 25 marzo 1691 a Orihuela.